# 栃木県立足利特別支援学校
栃木県立足利特別支援学校（とちぎけんりつ あしかがとくべつしえんがっこう）は、栃木県足利市大沼田町にある公立特別支援学校である。病弱特別支援学校で、児童・生徒は隣接するあしかがの森足利病院に入院・通院しながら当校に通学している。